# Playlist: The Very Best of Ricky Martin
Playlist: The Very Best of Ricky Martin é uma coletânea musical lançado pela Legacy Recordings, apresentando uma coleção de músicas em inglês do cantor porto-riquenho Ricky Martin. Foi lançado em 9 de outubro de 2012, como parte da série de álbuns de compilação Playlist. Trata-se do primeiro álbum de Martin a ser lançado nos Estados Unidos, desde 2011.
A série mencionada apresenta uma coleção de álbuns de compilação com canções em um único CD e tem como objetivo reunir os melhores trabalhos de estúdio dos artistas que foram emitidos pelos selos Sony Music, Columbia Records e Legacy Recordings.  Os CDs vêm em uma embalagem eco-friendly especial, para economizar papel, um arquivo em PDF é incluído no disco, contendo fotos, créditos e encarte.
De acordo coma gravadora Legacy Recordings, em vez de apenas "reunir os sucessos" e lançá-los em um álbum de grandes êxitos, a série compila "faixas importantes, seja um sucesso que atingiu o topo das paradas ou uma raridade oculta" para dar ao ouvinte uma melhor compreensão do trabalho do artista. Ao equilibrar "canções favoritas com as quais o público já é familiarizado com outras mais densas e reveladoras", a série é capaz de atender igualmente àqueles que estão sendo apresentados a um artista e àqueles que estão simplesmente os reencontrando".
Playlist: The Very Best of Ricky Martin contém os sucessos de Martin em inglês e duas faixas do álbum de 2005, Life: "Save the Dance" e "Sleep Tight". Também inclui "Shine" de Música + Alma + Sexo (2011) e uma versão em inglês de "Más", intitulada "Freak of Nature " que foi remixada por Ralphi Rosario.
Em 2015, a Sony Music lançou o álbum no Brasil, com o título de Mega Hits. A foto da capa original foi mantida mas a arte sofreu algumas adaptações devido a mudança no título. As canções e sua ordem original permaneceram as mesmas.

## Recepção crítica
| Críticas profissionais | Críticas profissionais |
| Avaliações da crítica  | Avaliações da crítica  |
| Fonte                  | Avaliação              |
| ---------------------- | ---------------------- |
| AllMusic               | [ 1 ]                  |

A recepção da crítica especializada em música foi favorável. Stephen Thomas Erlewine, do site AllMusic avaliou o álbum com quatro estrelas entre cinco. Em sua resenha ele escreveu que o fato da lista de faixas incluir alguns dos maiores sucessos de Martin como "Livin 'La Vida Loca" "She Bangs", "Shake Your Bon-Bon", "It's Alright", "Maria", o dueto com a cantora estadunidense Christina Aguilera "Nobody Wants to Be Lonely" junto a outras faixas de dance-pop que estavam presentes em seus álbuns anteriores mas não chegaram a ser sucesso ou tiveram reconhecimento comercial, torna a compilação uma boa escolha para os fãs casuais do cantor.

## Lista de faixas
- Créditos adaptados do encarte de Playlist: The Very Best of Ricky Martin.[8]

| N.º | Título                                                              | Compositor(es)                                         | Produtor(es)                              | Duração |  |
| 1.  | "María" (Pablo Flores Spanglish Radio Edit)                         | Luis Gómez Escolar, K. C. Porter, Ian Blake            | Blake, Porter, Javier Garza, Pablo Flores | 4:30    |  |
| 2.  | "The Cup of Life (La Copa de la Vida)" (Remix - English Radio Edit) | Desmond Child, Draco Rosa                              | Child, Rosa                               | 4:36    |  |
| 3.  | "Livin' la Vida Loca"                                               | Child, Rosa                                            | Child, Rosa                               | 4:02    |  |
| 4.  | "She's All I Ever Had"                                              | Jon Secada, Rosa, George Noriega                       | Noriega, Secada, Rosa, Walter Afanasieff  | 4:54    |  |
| 5.  | "Shake Your Bon-Bon"                                                | Child, Rosa, Noriega                                   | Noriega, Rosa                             | 3:10    |  |
| 6.  | "She Bangs" (English Edit)                                          | Child, Afanasieff, Rosa                                | Rosa, Afanasieff, Child                   | 4:03    |  |
| 7.  | "Nobody Wants to Be Lonely" (with Christina Aguilera)               | Child, Victoria Shaw, Gary Burr                        | Afanasieff                                | 4:10    |  |
| 8.  | "Loaded" (Fused - Re-Loaded Mix 03)                                 | Secada, Rosa, Noriega                                  | Emilio Estefan, Noriega, Rosa             | 3:40    |  |
| 9.  | "I Don't Care" (Ralphi & Craig's Club Radio Edit featuring Amerie)  | Joe Cartagena, Scott Storch, Sean Garrett              | Storch, Ralphi Rosario                    | 3:35    |  |
| 10. | "It's Alright" (Radio Edit)                                         | López, George Pajon Jr., Javier García, Soraya Lamilla | will.i.am, López, Pajon, Ricky Martin     | 3:21    |  |
| 11. | "Sleep Tight"                                                       | Martin/Noriega/D. López/Lauren Christy/The Matrix      |                                           | 3:50    |  |
| 12. | "Save the Dance"                                                    | Noriega, López, Billy Mann, Martin                     | Noriega, López, Martin                    | 4:03    |  |
| 13. | "The Best Thing About Me Is You" (featuring Joss Stone)             | Child, Martin, Eric Bazilian, Andreas Carlsson         | Child                                     | 3:36    |  |
| 14. | "Shine"                                                             | Child, Martin, Dan Keyes                               | Child                                     | 4:45    |  |
| 15. | "Freak of Nature" (Ralphi Rosario's Big Room Club Vocal Mix)        | Child, Martin, Claudia Brant, Tainy, Ferras Alqaisi    | Child, Rosario                            | 8:09    |  |

## Histórico de lançamento
| Região | Data                   | Gravadora  | Formato | Catálogo    | Refs.  |
| ------ | ---------------------- | ---------- | ------- | ----------- | ------ |
| Taiwan | 20 de novembro de 2012 | Sony Music | CD      | 88725474502 | [ 9 ]  |
| Brasil | 2015                   | Sony Music | CD      | 88875113982 | [ 10 ] |